# Microglossum olivaceum
Microglossum olivaceum är en svampart som först beskrevs av Christiaan Hendrik Persoon, och fick sitt nu gällande namn av Claude-Casimir Gillet 1879. Microglossum olivaceum ingår i släktet Microglossum och familjen Geoglossaceae.   Inga underarter finns listade i Catalogue of Life.
I den svenska databasen Dyntaxa används istället namnet Microglossum fuscorubens för samma taxon.  Arten är reproducerande i Sverige.